# یواس‌ان‌اس سرجوخه فرانسیس ایکس مک‌گرا (تی-ای‌کی-۲۴۱)
یواس‌ان‌اس سرجوخه فرانسیس ایکس مک‌گرا (تی-ای‌کی-۲۴۱) (به انگلیسی: USNS Private Francis X. McGraw (T-AK-241)) یک کشتی بود که طول آن ۴۵۵ فوت (۱۳۹ متر) بود. این کشتی در سال ۱۹۴۴ ساخته شد.